# Chorwacki Komitet Olimpijski

Logo Chorwackiego Komitetu Olimpijskiego (2013)

Chorwacki Komitet Olimpijski (chorw. Hrvatski Olimpijski Odbor, HOO) – chorwackie stowarzyszenie związków i organizacji sportowych z siedzibą w Zagrzebiu, zajmujące się przede wszystkim organizacją udziału reprezentantów Chorwacji w letnich i zimowych igrzyskach olimpijskich oraz mniejszych zawodach, jak igrzyska śródziemnomorskie. Stowarzyszenie należy do Międzynarodowego Komitetu Olimpijskiego.
Chorwacki Komitet Olimpijski powstał 10 września 1991 roku. 17 stycznia 1992 roku Chorwacki Komitet Olimpijski został oficjalnie członkiem Międzynarodowego Komitetu Olimpijskiego, który zaprosił Chorwatów do udziału w Zimowych Igrzyskach Olimpijskich 1992 w Albertville i Letnich Igrzyskach Olimpijskich 1992 w Barcelonie. Od czasu występu na obu tych imprezach Chorwacki Komitet Olimpijski wystawił reprezentację na wszystkich kolejnych igrzyskach.

## Prezesi
Na podstawie:
- 1991–2000 Antun Vrdoljak
- 2000–2002 Zdravko Hebel
- 2002–nadal Zlatko Mateša